# Amsterdamsche Football Club Ajax 1998-1999
Questa pagina raccoglie i dati riguardanti l'Amsterdamsche Football Club Ajax nelle competizioni ufficiali della stagione 1998-1999.

## Stagione
Questa stagione inizia senza Michael Laudrup che si è ritirato, inoltre in gennaio i fratelli Frank e Ronald de Boer passano al Barcellona; arrivano invece Benni McCarthy, Jesper Grønkjær e Giorgi Kinkladze.
Si inizia con la Johan Cruijff Schaal, nella quale l'Ajax viene battuto 2-0 dal PSV. Gli olandesi partecipano poi alla Champions League, ma finiscono ultimi con sette punti (frutto di due vittorie, un pareggio e tre sconfitte) in un girone che comprende anche Olympiacos, Dinamo Zagabria e Porto. Intanto Morten Olsen viene sostituito in panchina dall'ex centrocampista biancorosso Jan Wouters; i Lancieri arrivano sesti in campionato a ventitré punti dal Feyenoord campione, ma conquistano la quattordicesima KNVB beker: dopo aver battuto in semifinale lo stesso Feyenoord vincono 2-0 contro il Fortuna Sittard.

## Organigramma societario
Fonte
Area direttiva
- Presidente:  Michael van Praag.

Area tecnica
- Allenatore:  Morten Olsen fino al 14/11/98, poi  Jan Wouters.
- Allenatore in seconda:  Bobby Harms.

## Rosa
| N. |                        | Ruolo | Calciatore        |
| -- | ---------------------- | ----- | ----------------- |
| 1  | Paesi Bassi (bandiera) | P     | Edwin van der Sar |
| 2  | Danimarca (bandiera)   | D     | Ole Tobiasen      |
| 3  | Paesi Bassi (bandiera) | D     | Danny Blind       |
| 4  | Paesi Bassi (bandiera) | D     | Frank de Boer     |
| 4  | Paesi Bassi (bandiera) | D     | Ferdi Vierklau    |
| 5  | Paesi Bassi (bandiera) | D     | Tom Sier          |
| 6  | Paesi Bassi (bandiera) | C     | Ronald de Boer    |
| 7  | Nigeria (bandiera)     | C     | Tijjani Babangida |
| 8  | Paesi Bassi (bandiera) | C     | Richard Witschge  |
| 9  | Paesi Bassi (bandiera) | A     | Gerald Sibon      |
| 10 | Finlandia (bandiera)   | C     | Jari Litmanen     |
| 11 | Georgia (bandiera)     | C     | Giorgi Kinkladze  |
| 12 | Paesi Bassi (bandiera) | P     | Fred Grim         |
| 13 | Paesi Bassi (bandiera) | C     | Richard Knopper   |
| 14 | Portogallo (bandiera)  | A     | Dani              |
| 15 | Nigeria (bandiera)     | C     | Sunday Oliseh     |
| 16 | Danimarca (bandiera)   | C     | Jesper Grønkjær   |

| N. |                             | Ruolo | Calciatore         |
| -- | --------------------------- | ----- | ------------------ |
| 17 | Sudafrica (bandiera)        | A     | Benni McCarthy     |
| 18 | Polonia (bandiera)          | C     | Andrzej Rudy       |
| 19 | Paesi Bassi (bandiera)      | D     | Mario Melchiot     |
| 20 | Suriname (bandiera)         | C     | Dean Gorré         |
| 21 | Costa Rica (bandiera)       | A     | Froylán Ledezma    |
| 21 | Ghana (bandiera)            | D     | Kofi Mensah        |
| 22 | Paesi Bassi (bandiera)      | C     | Peter Hoekstra     |
| 23 | Argentina (bandiera)        | C     | Mariano Juan       |
| 24 | Georgia (bandiera)          | A     | Shota Arveladze    |
| 25 | Brasile (bandiera)          | C     | Wamberto           |
| 26 | Paesi Bassi (bandiera)      | A     | Rody Turpijn       |
| 28 | Paesi Bassi (bandiera)      | D     | Arno Splinter      |
| 29 | Antille Olandesi (bandiera) | A     | Brutil Hosé        |
| 34 | Paesi Bassi (bandiera)      | C     | Andy van der Meyde |
| 35 | Paesi Bassi (bandiera)      | A     | Kevin Bobson       |
| 37 | Paesi Bassi (bandiera)      | D     | Tim de Cler        |

## Statistiche

### Statistiche di squadra
| Competizione          | Punti | Totale | Totale | Totale | Totale | Totale | Totale |
| Competizione          | Punti | G      | V      | N      | P      | Gf     | Gs     |
| --------------------- | ----- | ------ | ------ | ------ | ------ | ------ | ------ |
| Eredivisie            | 57    | 34     | 16     | 9      | 9      | 73     | 41     |
| KNVB beker            | -     | 5      | 5      | 0      | 0      | 18     | 2      |
| Johan Cruijff Schaal  | -     | 1      | 0      | 0      | 1      | 0      | 2      |
| UEFA Champions League | 7     | 6      | 2      | 1      | 3      | 4      | 6      |
| Totale                |       | 46     | 23     | 10     | 13     | 95     | 51     |